# La collana della principessa
La collana della principessa (Prinzessin Sissy) è un film del 1939 diretto da Fritz Thiery.
Fu girato a Laxenburg, nell'Austria meridionale e fu prodotto dalla Mondial-Film e UFA. Uscì nelle sale il 13 gennaio 1939.

## Trama
Max di Baviera dimentica a Potsdam una preziosa collana comperata per la figlia, la principessa Sissi. Il pittore Wittberg la trova e, pensando di restituirla al duca, la consegna invece a Lindner, direttore di un circo. Per finanziare il suo circo, Lindner porta la collana al banco dei pegni di Monaco. La nipote del proprietario del banco indossa la collana ed è vista da Ludovica, la moglie di Max, che si convince che la ragazza sia l'amante del marito. Il giorno dopo, tuttavia, i sospetti vengono dissipati da un incontro chiarificatore e Sissy può avere finalmente la sua collana.

## Produzione
Il film fu prodotto dalla Mondial-Film con il titolo originale austriaco Prinzessin Sissy. Venne girato a Laxenburg, a Vienna e a Schönbrunn.

## Distribuzione
Il film fu distribuito dall'UFA e dalla Terra-Filmverleih. Uscì nelle sale USA il 13 gennaio 1939. In Germania, venne distribuito il 3 marzo 1939 con il titolo Die kleine Prinzessin.